# 哈菲茲·哈克帕夏

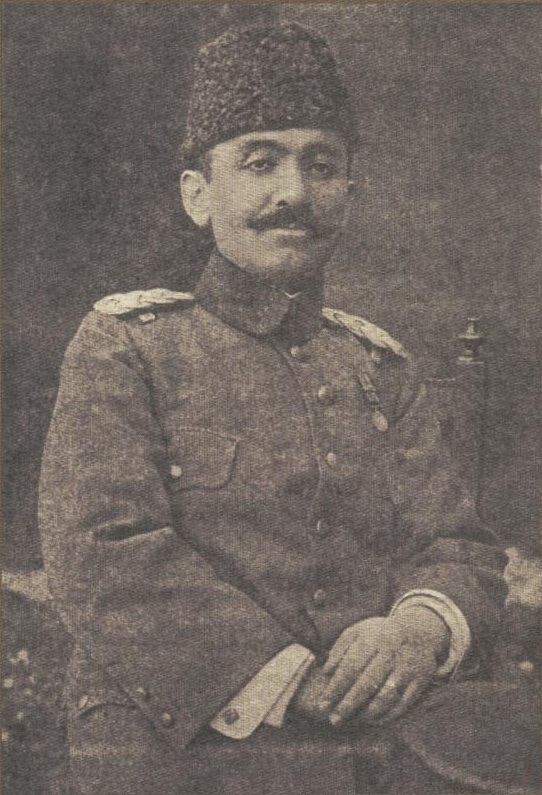
哈菲茲·哈克帕夏

哈菲兹·哈克帕夏（土耳其语：Hafız Hakkı Paşa；1878年4月24日-1915年2月15日），是奥斯曼帝国的一位少将，在第一次世界大战期间主要担任指挥职务。

## 生平
哈菲兹·哈克帕夏出生于埃迪尔内，曾就读于奥斯曼军事学院，与恩维尔帕夏为同学。他在1908年参与了青年土耳其革命，并支持奥斯曼帝国的现代化改革。
在1912年至1913年的巴尔干战争中，他曾担任参谋职务，并在战后撰写了有关军事战术的书籍。

## 第一次世界大战
在第一次世界大战期间，哈菲兹·哈克帕夏被任命为第三军军长，并参与了高加索战役。他在1914年底至1915年初指挥了萨利卡米什战役，该战役是奥斯曼帝国试图在冬季进攻俄军的重要行动。然而，由于对于冬季作战准备不足，奥斯曼军队在高加索山脈遭受重大损失，土耳其第三集团军几乎全军覆没。
1915年1月，哈菲兹·哈克帕夏接替艾哈迈德·伊泽特帕夏，指挥奥斯曼帝国第三军的残余部队。几星期后，他在前线感染伤寒，并最终于1915年2月15日在埃尔祖鲁姆去世，终年36岁。